# Jean-Jacques Zilbermann
Jean-Jacques Zilbermann (1955) è un regista e sceneggiatore francese di cinema e teatro.

## Filmografia

### Regista e sceneggiatore
- Non tutti hanno la fortuna di aver avuto i genitori comunisti (Tout le monde n'a pas eu la chance d'avoir des parents communistes) (1993)
- L'homme est une femme comme les autres (1998)
- Les Fautes d'orthographe (2004)
- La Folle Histoire d'amour de Simon Eskenazy (2009)
- À la vie (2014)

### Sceneggiatore
- Des feux mal éteints, regia di Serge Moati (1994)